# Los R.E.D.D.
Los R.E.D.D. es una banda salvadoreña de rock latino y ska que publicó su primer disco en el 1996. El líder de la banda es Diego Selva (bajo).

## Inicios (rock en inglés)
La banda comenzó en 1992 con dos hermanos: Diego y Luis Selva, que se agruparon con algunos amigos y empezaron a hacer covers de diversas bandas como: Sex Pistols, Ramones y The Rolling Stones. 
Su primer álbum fue editado en inglés y fue titulado Losers of the Eleven (1996), un disco que hablaba más que todo sobre ecología con su sencillo "Sweet Summer Love".

## Rock latino
Poco después de haber editado el disco en inglés decidieron cambiarse de idioma, cantarían en español y editaron el disco La Venganza de los R.E.D.D., con sencillos como: "Tipo Normal", "Bolo y Solo", "Miserias", "Sentado al Revés" y "El Disfraz". En enero de 1999 fueron llamados por la discográfica WBT y relanzan el disco La Venganza de los R.E.D.D incluyendo el sencillo "El Corrido de los R.E.D.D." que se consideró un hito dentro de la cultura juvenil salvadoreña a finales de la década de 1990 y principios de la década del 2000.

## Formación
Miembros actuales
- Diego Selva: bajo
- Luis Selva: teclado
- Mario Ortiz: voz
- Ángel Hernández: batería
- Carlos "el gato seco" Cornejo: guitarra
- Juan José Larios: trompetas
- Wilfredo Reyes: trompetas
- Rodrigo de León: trombón
- Nelson Lobo: voz

Miembros anteriores
- Carlos Golcher: voz (1997-2005)
- Christian Cromeyer: voz (1996-1998)
- Cristian Crespon
- Julio Rivera
- Oscar Gómez: guitarra
- Gustavo Lechuga: segunda voz
- Rafael García
- Hector Mojica
- Rodrigo Moran

## Discografía
- Losers of the Eleven (1996)
- La Venganza de los R.E.D.D. (1997)
- Sigue la Venganza (1998)
- R.E.D.D. en el País de las Maravillas (2003)
- REDDCOPILACIÓN (2006)

## Canciones

### La Venganza de los R.E.D.D.
- - "El disfraz"
  - "Un tipo normal"
  - "Jet set"
  - "Bolo y solo"
  - "El gran periodista"
  - "Lo que quiero decir"
  - "Far away"
  - "Sentado al revés"
  - "Miserias"
  - "Aversión"
  - "Nunca"
  - "La ciudad va a explotar"
  - "La caja"
  - "Estoy lejos"

### Sigue la Venganza
- - "El corrido de los R.E.D.D."
  - "Un tipo normal"
  - "Jet set"
  - "Bolo y solo"
  - "Bombón de miel"
  - "El disfraz"
  - "Sentado al revés"
  - "Miserias"
  - "Ya no quiero estar contigo"
  - "Lo que quiero decir"
  - "El gran periodista"
  - "Nunca"
  - "Estos lejos"
  - "La caja
  - "Bolo" (remix)

### R.E.D.D. en el País de las Maravillas
- - "Levantante"
  - "La vikinga"
  - "Amigos con derecho"
  - "De goma y mi chica ya no toma"
  - "Chambita"
  - "Ella"
  - "K-misita"
  - "Cuchi cucho"
  - "Mañana"
  - "Cero horas, cero guaro, cero goma"
  - Bonus track1 - "El corrido de los R.E.D.D."
  - Bonus track2 - "Bolo y solo"